# Du har två kor
Du har två kor är en typ av politiskt skämt. Skämtet beskriver vad olika politiska system gör om du har två kor.

## Exempel
- Socialism: Du har två kor. Staten tar en och ger till din granne.
- Kommunism: Du har två kor. Staten tar båda och ger dig mjölk.
- Fascism: Du har två kor. Staten tar båda, skjuter den ena och säljer tillbaka den andra till dig.
- Nazism: Du har två kor. Staten tar båda korna och skjuter dig.
- Byråkrati: Du har två kor. Staten tar båda, skjuter den ena, mjölkar den andra och häller bort mjölken.
- Kapitalism: Du har två kor. Du säljer den ena och köper en tjur.
- Feminism: Du har inte två kor, du har två nötkreatur och det är upp till dem att bestämma om de är kor.
- Veganism: Du har inga kor.